# Maxbass
Maxbass est une ville située dans le comté de Bottineau, dans l’État du Dakota du Nord, aux États-Unis. Selon le recensement de 2010, sa population s’élève à 84 habitants.

## Histoire
Maxbass a été fondée en 1905.
La ville tient son nom de Max Bass, personnage-clé du mouvement migratoire lié au Great Northern Railway au tournant du XXe siècle. Né en Autriche en 1853, Max Bass est commissaire des terres du territoire du Dakota de 1885 à 1901. En mars 1891, il est nommé agent général de l'immigration pour le Great Northern Railway à Chicago,.

## Démographie
| Groupe            | Maxbass | Dakota du Nord | États-Unis |
| ----------------- | ------- | -------------- | ---------- |
| Blancs            | 89,3    | 90,0           | 72,4       |
| Amérindiens       | 1,2     | 5,4            | 0,9        |
| Autres            | 1,2     | 2,8            | 23,8       |
| Métis             | 8,3     | 1,8            | 2,9        |
| Total             | 100     | 100            | 100        |
|                   |         |                |            |
| Latino-Américains | 1,2     | 2,0            | 16,7       |

Selon l'American Community Survey, pour la période 2011-2015, 100 % de la population âgée de plus de 5 ans déclare parler l'anglais à la maison.
| 1910 | 1920 | 1930 | 1940 | 1950 | 1960 |
| ---- | ---- | ---- | ---- | ---- | ---- |
| 240  | 147  | 217  | 215  | 259  | 218  |

| 1970 | 1980 | 1990 | 2000 | 2010 | - |
| ---- | ---- | ---- | ---- | ---- | - |
| 174  | 141  | 123  | 91   | 84   | - |

## Source
- (en) Cet article est partiellement ou en totalité issu de l’article de Wikipédia en anglais intitulé « Maxbass, North Dakota » (voir la liste des auteurs).